# 동화중학교 (강원)
동화중학교(東華中學校)는 대한민국 강원특별자치도 홍천군 영귀미면 속초리에 있는 공립 중학교이다.

## 학교 연혁
- 1955년 3월 29일 : 동면중학교 설립인가
- 1955년 4월 20일 : 초대 교장 김기석 부임
- 1955년 5월 17일 : 개교
- 1967년 7월 13일 : 동화중학교(東華中學校)로 교명 변경
- 1997년 11월 26일 : 교사 개축(15실)
- 2004년 11월 24일 : 특수학급 1학급 신설 인가
- 2023년 9월 1일 : 제32대 경선일 교장 부임
- 2025년 1월 3일 : 제69회 졸업식(졸업생 12명, 총 4,603명)
- 2025년 3월 4일 : 2025학년도 신입생 입학(신입생 20명)

## 참고 자료
- 동화중학교 - 한국교육학술정보원 학교알리미